# Burg Littstein
Die Burg Littstein, auch Hohenlittstein genannt, ist eine abgegangene Höhenburg auf einem 760 m ü. NN hohen Felsen, dem Littstein, über der Trailfinger Schlucht bei der Stadt Bad Urach im Landkreis Reutlingen in Baden-Württemberg.
Die Burg wurde im 13. Jahrhundert erbaut, 1396 erwähnt und war im 13. Jahrhundert schon aufgegeben. Als ehemalige Besitzer werden die Stadt Urach und das Land Baden-Württemberg genannt.
Von der ehemaligen Burganlage mit bogenförmigem Halsgraben und einer etwa 32 mal 18 Meter großen Kernburg ist nur ein Grabenrest erhalten.